# Lam Sơn
Lam Sơn (chữ Hán: 藍山) là một địa danh cổ tại Việt Nam, có lãnh thổ được xác định gần tương ứng với vùng thượng du của tỉnh Thanh Hóa, Việt Nam ngày nay. Nơi đây từng là vùng căn cứ đầu tiên của nghĩa quân Lam Sơn vào đầu thế kỷ XV.

## Phạm vi
Theo các nhà nghiên cứu, Lam Sơn là một vùng đất cổ, xuất hiện từ thời Hùng Vương dựng nước. Đến đầu thế kỷ XV, vùng đất Lam Sơn được xác định gần tương ứng với địa bàn các xã Thọ Minh, Thọ Lập, Xuân Thiên, Xuân Lam, một phần thị trấn Lam Sơn (huyện Thọ Xuân); xã Kiên Thọ, Vân Am, Nguyệt Ấn, Phúc Thịnh (huyện Ngọc Lặc); xã Ngọc Phụng và thị trấn Thường Xuân (huyện Thường Xuân), thuộc tỉnh Thanh Hóa ngày nay, hầu như gồm cả một phần thượng du Thanh Hóa, xung quanh sông Chu, sông Âm mà làng Cham - quê hương Lê Lợi – là khu trung tâm.
Vùng đất Lam Sơn xưa có núi rừng trùng điệp, nối liền một dải với rừng núi hiểm trở miền tây Thanh Hoá, bao gồm các huyện Ngọc Lặc, Cẩm Thủy, Như Xuân, Như Thanh, Bá Thước, Thường Xuân, Quan Hóa, Mường Lát, Quan Sơn, sang tận nước Lào, phía tây bắc Lam Sơn xưa kia là những cánh rừng kéo xuống giáp Phủ Lỵ Thọ Xuân. Lam Sơn được bao bọc 4 phía bởi rừng núi bao la, hiểm trở. Khi xưa, muốn vào Lam Sơn phải lần theo những con đường mòn nhỏ hẹp, xuyên rừng. Dãy núi Pù Rinh trải dài theo hướng tây bắc với những cánh rừng già bạt ngàn. Dưới chân dãy Pù Rinh là những cánh rừng thưa, đồi núi nhấp nhô như bát úp, những dòng suối chằng chịt chảy qua những cánh đồng nhỏ hẹp nằm xen kẽ giữa các triền núi, trong các thung lũng.